# Estación de Niebla
Niebla es una estación de ferrocarril situada en el municipio español de Niebla, dentro de la provincia de Huelva, comunidad autónoma de Andalucía. Las instalaciones forman parte de la red de Adif y cumplen funciones logísticas, si bien en la actualidad carecen de servicios de pasajeros. 

## Situación ferroviaria
Las instalaciones se encuentran situadas en el punto kilométrico 79,0 de la línea férrea de ancho ibérico Sevilla-Huelva, a 44 metros de altitud. El trazado es de vía única y está electrificado.

## Historia
La estación fue abierta al tráfico el 15 de marzo de 1880 con la puesta en funcionamiento de la línea férrea Sevilla-Huelva. MZA fue la encargada de las obras. Si bien la concesión inicial no era suya, la adquirió a la Compañía de los Ferrocarriles de Sevilla a Huelva y a las Minas de Río Tinto en 1877 para poder extender su red hasta el oeste de Andalucía. Como otras estaciones originales de la línea, la de Niebla es de estilo neomudéjar. En 1941, con la nacionalización de los ferrocarriles de ancho ibérico, MZA desapareció y fue integrada en RENFE. Desde enero de 2005 el ente Adif es el titular de las instalaciones. En la actualidad el cercano apeadero de Niebla-Puerta del Buey es el que ha asumido los servicios de pasajeros.